# 文安 (日本)
文安是日本的年號之一。在嘉吉之後，寶德之前。指1444年到1449年的期間。這個時代的天皇是後花園天皇。室町幕府將軍懸而未決。

## 改元
- 嘉吉4年2月5日（陽曆1444年2月23日） 因遇到甲子革令而改元.
- 文安6年7月28日（陽曆1449年8月16日） 改元為寶德。

## 出典
出自『晉書』的「尊文安漢社稷」與『尚書』的「欽明文思安安」。

## 文安年間要事

### 出生
- 3年（1446年） - 大内政弘、守護大名（明應4年逝世）

## 西元對照表
| 文安 | 元年   | 2年    | 3年    | 4年    | 5年    | 6年    |
| ---- | ------ | ------ | ------ | ------ | ------ | ------ |
| 西曆 | 1444年 | 1445年 | 1446年 | 1447年 | 1448年 | 1449年 |
| 干支 | 甲子   | 乙丑   | 丙寅   | 丁卯   | 戊辰   | 己巳   |

## 相關項目
| 前一年號： 嘉吉 | 日本年號 | 下一年號： 寶德 |